# NGC 1124
NGC 1124 é uma galáxia lenticular (SB0) localizada na direcção da constelação de Fornax. Possui uma declinação de -25° 42' 05" e uma ascensão recta de 2 horas, 51 minutos e 36,0 segundos.
A galáxia NGC 1124 foi descoberta em 1886 por Ormond Stone.